# Uniforia

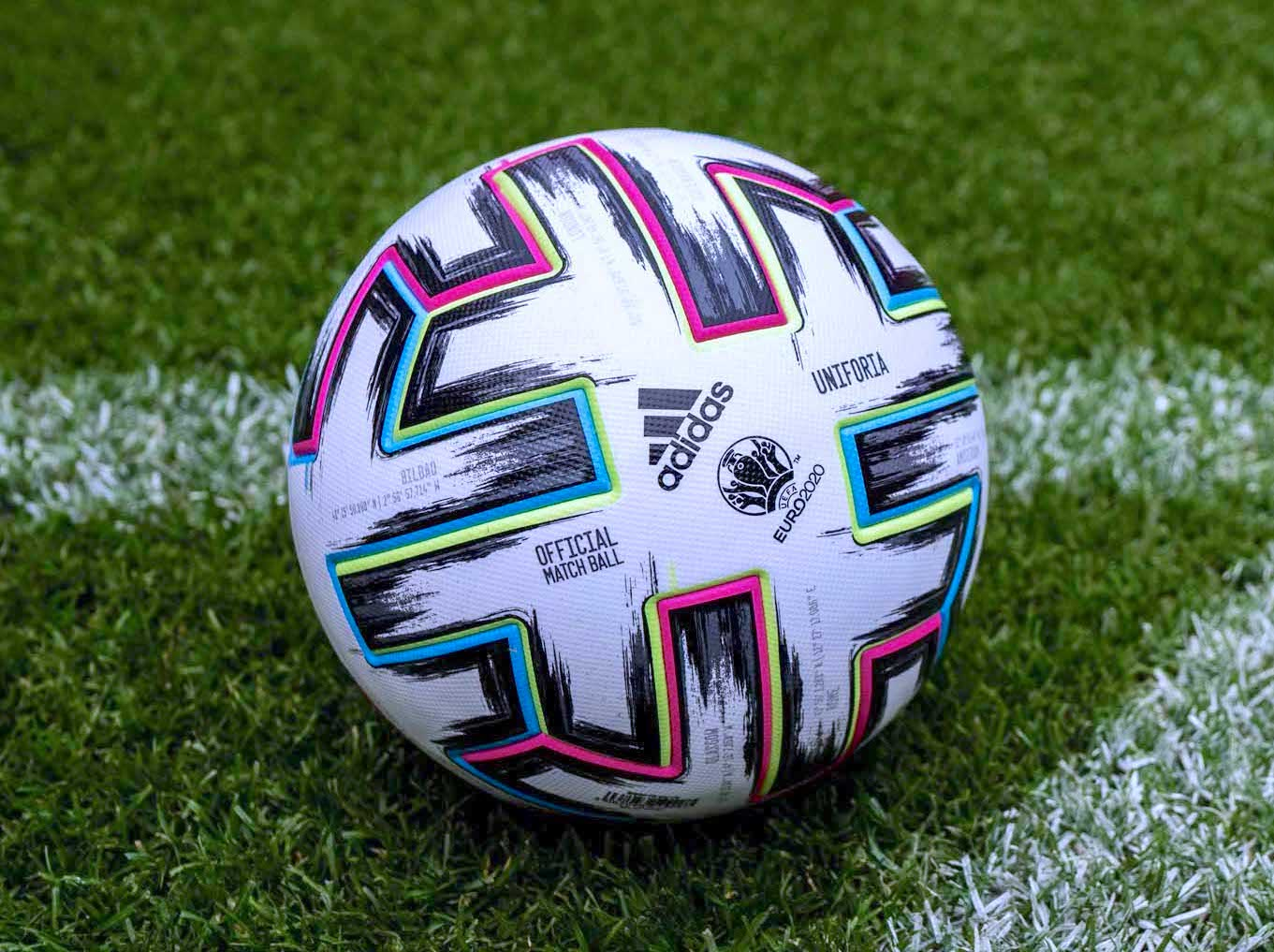
Adidas Uniforia

L'Uniforia est le ballon officiel du Championnat d'Europe de football 2020 qui s'est déroulé dans 11 villes d'Europe du 11 juin au 11 juillet 2021. Il est fabriqué par l’équipementier allemand Adidas et a été dévoilé le 6 novembre 2019.

## Caractéristiques
Baptisé du nom de Uniforia, contraction de unity (unité en français) et euphoria (euphorie), ce ballon reprend les caractéristiques du Telstar 18 du Mondial 2018 en Russie. Il garantit une excellente précision de forme, de stabilité en vol, de prévisibilité après rebond ainsi que de durabilité.
Le design est composé d'une base blanche avec un graphique noir effet « coup de pinceau » agrémenté par des touches de bleu, de jaune et de rose. Ce design commémore ainsi la notion de ponts qui se croisent, alliant frontières et diversité à travers une collision unique entre art et football. Enfin les coordonnées GPS des 12 villes hôtes de la compétition (Amsterdam, Bakou, Bilbao (remplacé depuis par Séville), Bucarest, Budapest, Copenhague, Dublin (disparu depuis de la liste des villes hôtes), Glasgow, Londres, Munich, Rome et Saint-Pétersbourg), figurent sur le ballon dans des motifs complexes.

## Demi-finales et finale à Londres

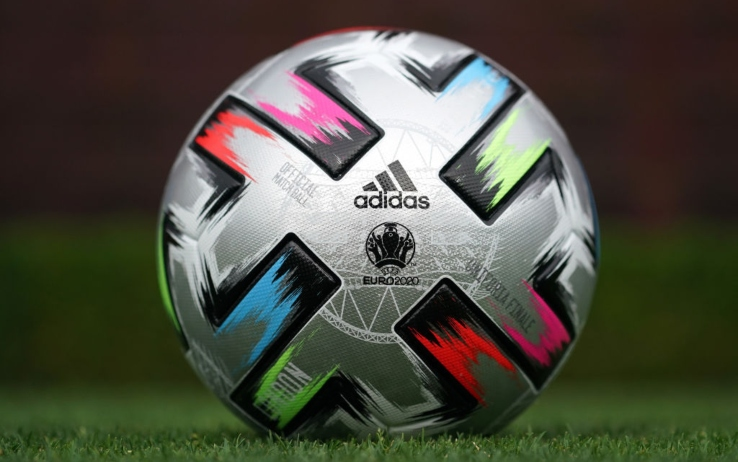
Adidas Uniforia Finale

Pour les demi-finales et la finale disputées à Londres, un nouveau ballon est utilisé : Uniforia Finale. Il est de couleur argentée avec des graphismes simplifiées de vert, rouge, cyan et rose, inspirés des symboles londoniens et de couleurs traditionnelles, sur un fond sombre représentant le ciel nocturne de Londres. Une représentation en filigrane du stade de Wembley est présente ainsi que les coordonnées GPS de la capitale britannique.